# Ashbrook (månekrater)
Ashbrook er et stort nedslagskrater på Månen, beliggende nær sydpolen på Månens bagside, hvorfor det ikke er synligt fra Jorden. Det er opkaldt efter den amerikanske astronom Joseph Ashbrook (1918-1980).
Navnet blev officielt tildelt af den Internationale Astronomiske Union (IAU) i 1994. Før da hed Ashbrook Drygalski Q og var således et satellitkrater til Drygalskikrateret.

## Omgivelser
Den østlige overflade af krateret er dækket af det lige så store Drygalskikrater, og over halvdelen af Ashbrooks indre kraterbund er dækket af de ydre volde og udkastninger fra Drygalski. Nordvest for Ashbrook ligger den bjergomgivne slette Zeeman.

## Karakteristika
Den tilbageværende ydre rand i Ashbrook er nedslidt og eroderet af senere nedslag, omend meget af det oprindelige krater stadig er synligt. Hvis det har haft en central top, er det nu begravet af Drygalskikraterets udkastninger. Kun et område af bunden nær den sydvestlige rand er fladt, da det kun indeholder få småkratere.